# Маричанська вулиця
Марича́нська ву́лиця — вулиця в Голосіївському районі міста Києва, місцевість Голосіїв. Пролягає від Голосіївського проспекту до Козацької вулиці. 
Прилучаються вулиці Юлії Здановської і Васильківська.

## Історія
Вулиця виникла в 50-х роках XX століття під назвою 767-ма Нова, з 1955 року — Підводників. 
З 1962 року — вулиця Андрія Бубнова, на честь радянського державного і партійного діяча Андрія Бубнова.
Сучасна назва, що походить від річки Маричанка, яка протікала територією Голосієва — з 2015 року

## Установи та заклади
- Дошкільний навчальний заклад № 416 «Іскорка» (буд. № 10-А)
- Центр соціальних служб для молоді Голосіївської районної державної адміністрації (буд. № 5)
- Відділ житлових субсидій та пільг Управління праці та соціального захисту населення Голосіївської РДА у місті Києві (буд. № 5)
- ВПТУ № 21 будівельне та автотранспорту (буд. № 4)
- Центральна районна бібліотека «Голосіївська» (буд. № 9)

## Зображення

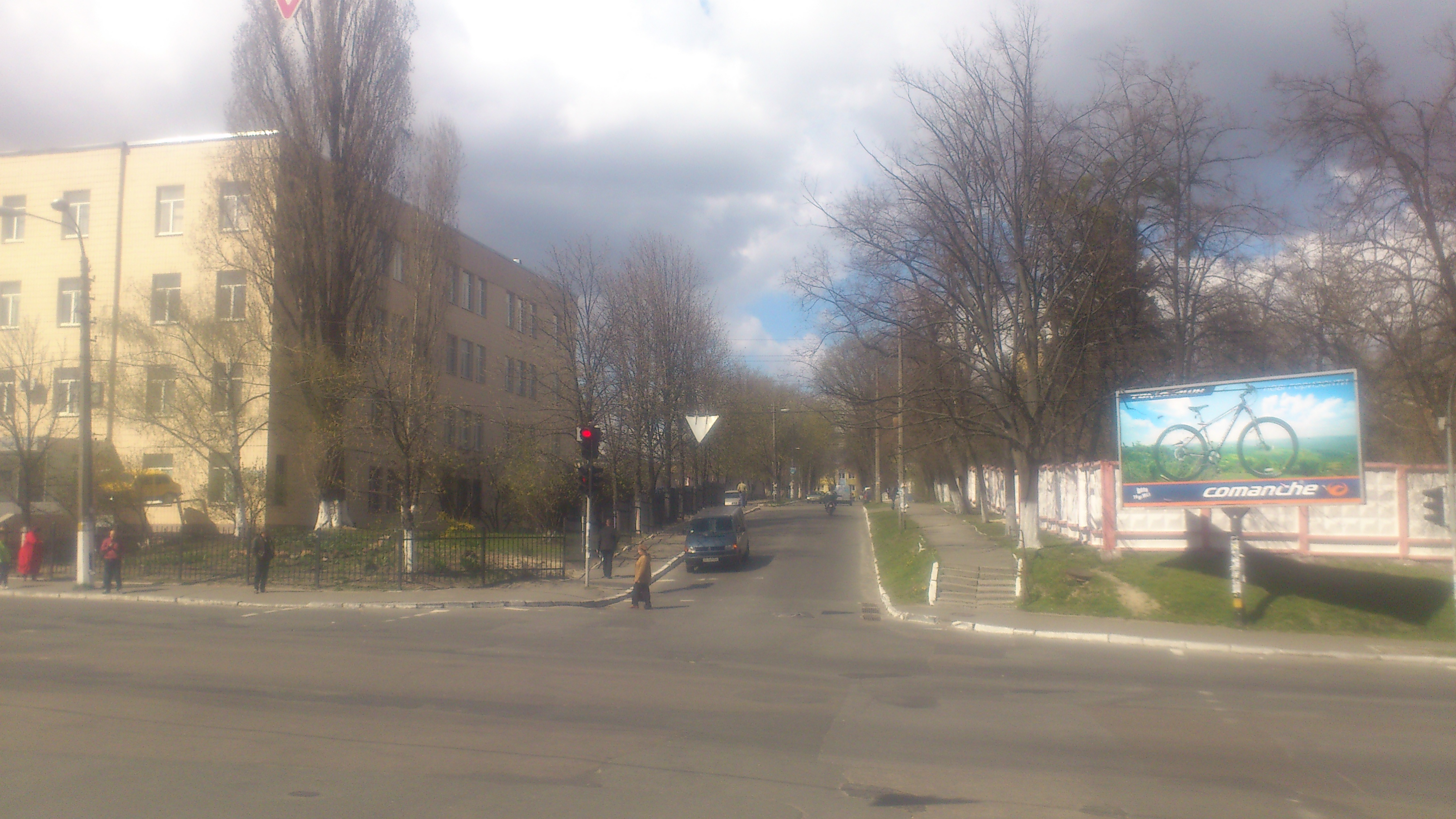
Вигляд на Васильківську вулицю у бік Козацької вулиці
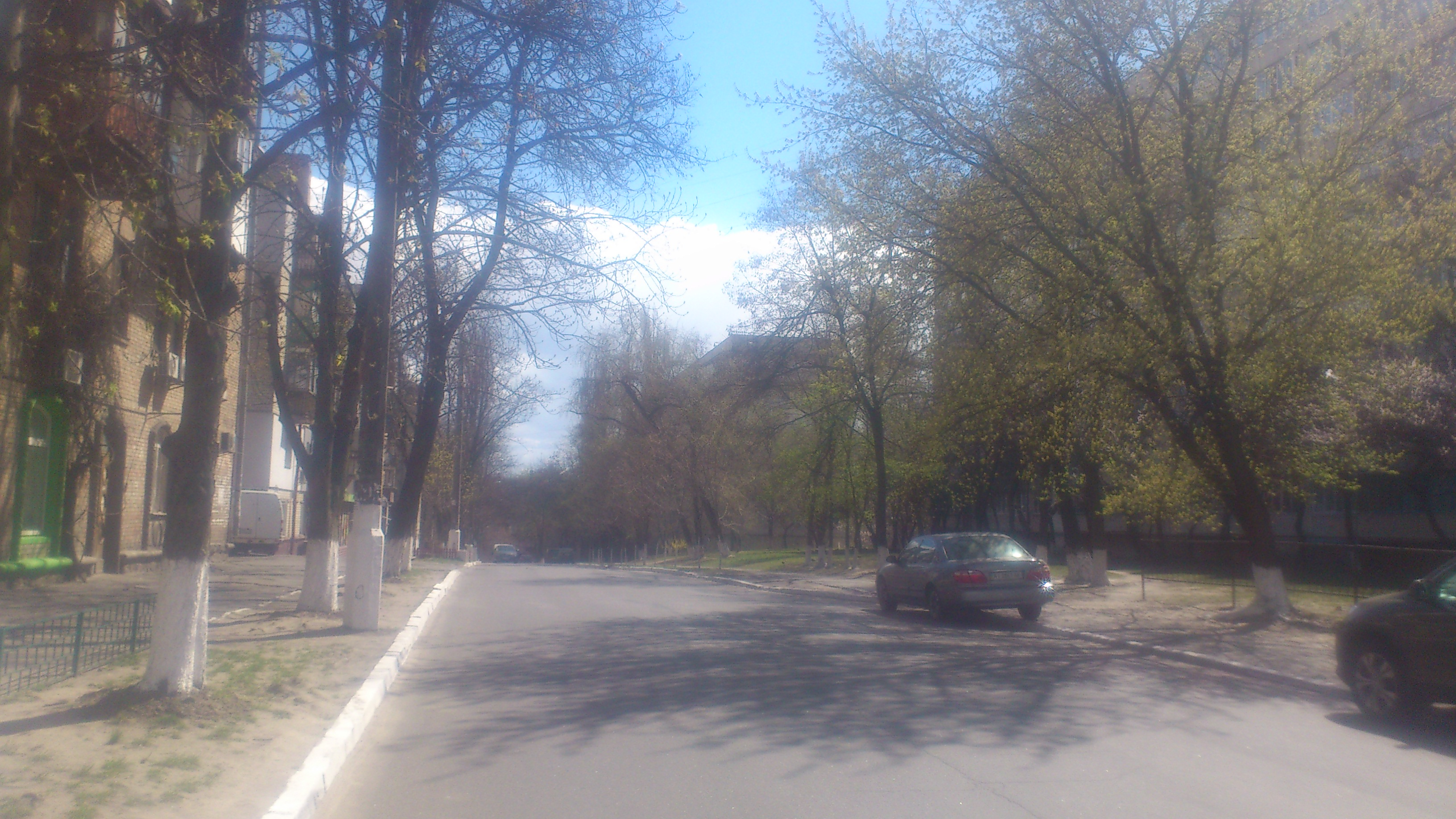
Вигляд від Васильківської вулиці у бік вулиці Юлії Здановської